# لويزا كاسترو
لويزا كاسترو (بالإسبانية: Luisa Castro)‏ هي كاتِبة إسبانية، ولدت في 6 يناير 1966 في فوز ‏ في إسبانيا.